# Brassy (Somme)
Brassy é uma comuna francesa na região administrativa de Altos da França, no departamento de Somme. Estende-se por uma área de 2,41 km². Em 2010 a comuna tinha 78 habitantes (densidade: 32,4 hab./km²).